# Supercopa de España 2007
La Supercopa de España 2007 è stata la ventiquattresima edizione della Supercoppa di Spagna.
Si è svolta nell'agosto 2007 in gara di andata e ritorno tra il Real Madrid, vincitore della Primera División 2006-2007, e il Siviglia, vincitore della Coppa del Re 2006-2007.
A conquistare il titolo è stato il Siviglia che ha vinto la gara di andata a Siviglia per 1-0 e quella di ritorno a Madrid per 5-3.

## Partecipanti
| Squadre     | Qualificazione                             | Partecipazioni precedenti (il grassetto indica la vittoria) |
| ----------- | ------------------------------------------ | ----------------------------------------------------------- |
| Real Madrid | Vincitore della Primera División 2006-2007 | 9 (1982, 1988, 1989, 1990, 1993, 1995, 1997, 2001, 2003)    |
| Siviglia    | Vincitore della Coppa del Re 2006-2007     | Nessuna                                                     |

## Tabellini

### Andata
| Arbitro: | Pérez Burrull |

|                         |           |  |
| Luís Fabiano 27’ (rig.) | Marcatori |  |

| Siviglia | Real Madrid |

| Siviglia:       |    |                     |  |     |
|                 |    |                     |  |     |
| P               | 1  | Andrés Palop        |  |     |
| D               | 4  | Dani Alves          |  |     |
| D               | 23 | Khalid Boulahrouz   |  |     |
| D               | 3  | Ivica Dragutinović  |  |     |
| D               | 16 | Antonio Puerta      |  |     |
| C               | 7  | Jesús Navas         |  | 73’ |
| C               | 18 | José Luis Martí (c) |  |     |
| C               | 21 | Seydou Keita        |  |     |
| C               | 5  | Duda                |  | 66’ |
| A               | 11 | Renato              |  | 56’ |
| A               | 10 | Luís Fabiano        |  |     |
| A disposizione: |    |                     |  |     |
| P               | 29 | Pablo Vargas        |  |     |
| D               | 28 | Federico Fazio      |  |     |
| C               | 8  | Christian Poulsen   |  |     |
| C               | 17 | Diego Capel         |  | 66’ |
| C               | 20 | Tom De Mul          |  | 56’ |
| C               | 25 | Enzo Maresca        |  | 73’ |
| A               | 9  | Aleksandr Keržakov  |  |     |
| Allenatore:     |    |                     |  |     |
| Juande Ramos    |    |                     |  |     |

| Real Madrid:    |    |                  |  |     |
|                 |    |                  |  |     |
| P               | 1  | Iker Casillas    |  |     |
| D               | 4  | Sergio Ramos     |  |     |
| D               | 3  | Pepe             |  |     |
| D               | 5  | Fabio Cannavaro  |  |     |
| D               | 22 | Miguel Torres    |  |     |
| C               | 16 | Fernando Gago    |  | 46’ |
| C               | 6  | Mahamadou Diarra |  |     |
| C               | 28 | Javier Balboa    |  | 62’ |
| C               | 14 | Guti             |  |     |
| C               | 10 | Robinho          |  |     |
| A               | 7  | Raúl (c)         |  |     |
| A disposizione: |    |                  |  |     |
| P               | 13 | Jordi Codina     |  |     |
| D               | 2  | Míchel Salgado   |  |     |
| C               | 11 | Arjen Robben     |  |     |
| C               | 26 | Rubén de la Red  |  |     |
| A               | 9  | Roberto Soldado  |  |     |
| A               | 19 | Júlio Baptista   |  | 46’ |
| A               | 24 | Javier Saviola   |  | 62’ |
| Allenatore:     |    |                  |  |     |
| Bernd Schuster  |    |                  |  |     |

### Ritorno
| Arbitro: | Undiano Mallenco |

|                                     |           |                                    |
| Drenthe 23’ Cannavaro 44’ Ramos 78’ | Marcatori | 16’ 28’ Renato 37’ 80’ 89’ Kanouté |

| Real Madrid | Siviglia |

| Real Madrid:    |    |                     |          |     |
|                 |    |                     |          |     |
| P               | 1  | Iker Casillas       |          |     |
| D               | 4  | Sergio Ramos        | 75’      |     |
| D               | 3  | Pepe                | 37’, 88’ |     |
| D               | 5  | Fabio Cannavaro     |          |     |
| D               | 22 | Miguel Torres       |          | 46’ |
| C               | 6  | Mahamadou Diarra    |          |     |
| C               | 15 | Royston Drenthe     |          |     |
| C               | 23 | Wesley Sneijder     |          | 82’ |
| A               | 10 | Robinho             |          |     |
| A               | 7  | Raúl (c)            |          | 64’ |
| A               | 17 | Ruud van Nistelrooy |          |     |
| A disposizione: |    |                     |          |     |
| P               | 25 | Jerzy Dudek         |          |     |
| D               | 2  | Míchel Salgado      |          |     |
| C               | 14 | Guti                | 58’      | 46’ |
| C               | 16 | Fernando Gago       |          |     |
| A               | 9  | Roberto Soldado     |          |     |
| A               | 19 | Júlio Baptista      |          | 82’ |
| A               | 24 | Javier Saviola      |          | 64’ |
| Allenatore:     |    |                     |          |     |
| Bernd Schuster  |    |                     |          |     |

| Siviglia:       |    |                     |     |     |
|                 |    |                     |     |     |
| P               | 1  | Andrés Palop        |     |     |
| D               | 4  | Dani Alves          | 31’ |     |
| D               | 28 | Federico Fazio      |     |     |
| D               | 15 | Aquivaldo Mosquera  |     | 46’ |
| D               | 3  | Ivica Dragutinović  |     |     |
| C               | 7  | Jesús Navas         |     |     |
| C               | 8  | Christian Poulsen   |     |     |
| C               | 18 | José Luis Martí (c) |     |     |
| C               | 5  | Duda                | 70’ | 71’ |
| A               | 11 | Renato              | 78’ | 79’ |
| A               | 12 | Frédéric Kanouté    |     |     |
| A disposizione: |    |                     |     |     |
| P               | 13 | Morgan De Sanctis   |     |     |
| D               | 23 | Khalid Boulahrouz   |     |     |
| C               | 17 | Diego Capel         |     |     |
| C               | 21 | Seydou Keita        |     | 46’ |
| C               | 25 | Enzo Maresca        | 86’ | 79’ |
| A               | 9  | Aleksandr Keržakov  |     | 71’ |
| A               | 10 | Luís Fabiano        |     |     |
| Allenatore:     |    |                     |     |     |
| Juande Ramos    |    |                     |     |     |